# Stebro Mk IV
Stebro Mk IV – samochód Formuły 1, zaprojektowany przez Petera Broekera dla zespołu Stebro.

## Konstrukcja
Peter Broeker, współwłaściciel firmy Stebro, postanowił wystawić zespół w wyścigach Formuły 1. Zaprojektował on samochód, oznaczony symbolem Mk IV. Samochód ten został zbudowany na przełomie 1962 oraz 1963 roku i po części opierał się na Lotusie 29. Jego konstrukcja była w zasadzie konwencjonalna: aluminiowe nadwozie opierało się na chromowanej kratownicy przestrzennej, a zawieszenie wyglądało podobnie, jak w innych samochodach Formuły 1: na przednie zawieszenie składały się podwójny wahacz oraz znajdujące się na zewnątrz sprężyny i amortyzatory, a na tylne zawieszenie składały się odwrócony niższy wahacz oraz sprężyny i amortyzatory znajdujące się na zewnątrz. Hamulce firmy Girling pochodziły z Lotusa 21. W samochodzie zastosowano pięciobiegową ręczną skrzynię biegów firmy Hewland.
Początkowo do napędu miał służyć silnik Ford FJ, przygotowany przez firmę Martin. Okazało się jednak, że silnik był nieudany, ponieważ pompa oleju była źle umieszczona, a sam silnik źle funkcjonował. Poproszona o ulepszenie silnika firma Martin odmówiła, więc Broeker postanowił silnik Ford 105E o pojemności 1,5 litra i mocy 110 KM.

## Mk IV w wyścigach
Początkowo Broeker zamierzał wystawić dwa egzemplarze, które miały wziąć udział w trzech ostatnich Grand Prix sezonu 1963. Kierowcami mieli zostać główny tester John Cannon (określający samochód jako "dobry") oraz Ernie de Vos. Cannon jednak zrezygnował i Broeker zajął jego miejsce; okazało się także, że Stebro nie zdąży wybudować na czas samochodu dla de Vosa. W Grand Prix Stanów Zjednoczonych wziął więc udział tylko Peter Broeker; ten fakt oznaczał, że Stebro Mk IV zostało pierwszym samochodem Formuły 1 napędzanym przez silnik Forda.
W kwalifikacjach do Grand Prix Stanów Zjednoczonych Broeker zajął ostatnią, 21 pozycję, tracąc jednocześnie 3,4 sekundy do przedostatniego Giancarlo Baghettiego (ATS). W trakcie wyścigu już na trzecim okrążeniu wyścigu skrzynia biegów zablokowała się na czwartym biegu. Broeker zdołał jednak ukończyć wyścig na siódmym miejscu, ze stratą 22 okrążeń do zwycięzcy.
W 1964 roku model Mk IV z silnikiem Forda o pojemności 1,1 litra brał udział w zawodach Formuły 2. Najlepszą pozycją dla ścigającego się nim Broekera była dwukrotnie ósme miejsce (na Hockenheimringu i Zeltweg).
W roku 1965 Broeker zmodyfikował samochód, umieszczając większą chłodnicę i wymieniając silnik. Zdołał następnie odnieść ponad 100 zwycięstw w północnoamerykańskich zawodach Formuły Libre i Formuły B. W tamtym okresie Broeker wygrał wiele mistrzostw Kanady i Quebecu. Dominacja Broekera była tak wyraźna, że podobno na stałe zamontował sobie w samochodzie flagę w czarno-białą szachownicę, by nie musiał jej odbierać podczas ostatniego, zwycięskiego okrążenia.
W 1968 roku Broeker rozbił model Mk IV, po czym go odbudował. Po przetestowaniu go stwierdził jednak, że samochód źle się prowadzi, i nigdy później nie użył go w wyścigu.

## Wyniki w Formule 1
| Legenda oznaczeń w tabelach wyników Wyświetl szablon na nowej stronie | Legenda oznaczeń w tabelach wyników Wyświetl szablon na nowej stronie                                                                     |
| Oznaczenie                                                            | Wyjaśnienie |
| --------------------------------------------------------------------- | --- |
| Złoty                                                                 | Zwycięzca lub mistrzostwo |
| Srebrny                                                               | 2. miejsce lub wicemistrzostwo |
| Brązowy                                                               | 3. miejsce lub II wicemistrzostwo |
| Zielony                                                               | Ukończył, punktował (w klasyfikacji generalnej, gdy zdobył co najmniej jeden punkt na przestrzeni sezonu, poza trzema powyższymi opcjami) |
| Niebieski                                                             | Ukończył, nie punktował (w klasyfikacji generalnej, gdy nie zdobył co najmniej jednego punktu na przestrzeni sezonu)                      |
| Czerwony                                                              | Nie zakwalifikował się (NZ) |
| Czerwony                                                              | Nie prekwalifikował się (NPK) |
| Różowy                                                                | Nie ukończył (NU) |
| Różowy                                                                | Niesklasyfikowany (NS) (w klasyfikacji generalnej, gdy nie został sklasyfikowany w żadnym wyścigu sezonu)                                 |
| Czarny                                                                | Zdyskwalifikowany (DK) |
| Czarny                                                                | Wykluczony (WYK/EX) |
| Biały                                                                 | Nie wystartował (NW) |
| Biały                                                                 | Kontuzjowany (K/INJ) |
| Biały                                                                 | Wyścig odwołany (OD/C) |
| Bez koloru                                                            | Został wycofany (WYC/WD) |
| Bez koloru                                                            | Nie przybył (NP/DNA) |
| Bez koloru                                                            | Nie brał udziału w treningach (NT/DNP) |
| Bez koloru                                                            | Nie został zgłoszony (–) |
| Pogrubienie                                                           | Start z pole position |
| Kursywa                                                               | Najszybsze okrążenie wyścigu |
| †                                                                     | Nie ukończył, ale jego rezultat został zaliczony ze względu na przejechanie więcej niż 90% dystansu wyścigu.                              |
| *                                                                     | Sezon w trakcie |
| 1/2/3                                                                 | Punktowana pozycja w sprincie kwalifikacyjnym                                                                                             |
| Lista systemów punktacji Formuły 1                                    | |

| Sezon | Zespół                 | Silnik  | Opony | Kierowcy      | 1   | 2   | 3   | 4   | 5   | 6   | 7   | 8   | 9   | 10  | Pkt. | Msc. |
| ----- | ---------------------- | ------- | ----- | ------------- | --- | --- | --- | --- | --- | --- | --- | --- | --- | --- | ---- | ---- |
| 1963  | Canadian Stebro Racing | Ford R4 | D     |               | MCO | BEL | NLD | FRA | GBR | DEU | ITA | USA | MEX | ZAF | 0    | –    |
| 1963  | Canadian Stebro Racing | Ford R4 | D     | Ernie de Vos  |     |     |     |     |     |     |     | NW  |     |     | 0    | –    |
| 1963  | Canadian Stebro Racing | Ford R4 | D     | Peter Broeker |     |     |     |     |     |     |     | 7   |     |     | 0    | –    |